# Ferdinand Krismann
Ferdinand Krismann (* 30. Oktober 1852 in Werl; † 17. Mai 1933 in Salzkotten) war ein deutscher Mediziner und Kommunalpolitiker.

## Leben und Wirken
Nach dem Abitur am Gymnasium Theodorianum in Paderborn (Abitur 1872) studierte Krismann an den Universitäten Marburg (Physikum) und Greifswald. In Greifswald wurde er 1877 zur „Partiellen Resektion des Ellnbogen und des Fussgelenks“ promoviert.
Seine Forschung zur Resektion wurde bald als Standard in der Orthopädie angesehen, insbesondere seine These, dass bei veraltetem hochgradigen pes varus (Klumpfuß) die partielle Resektion der Fußwurzelknochen am schnellsten zur Heilung führt. Bis zu diesem Zeitpunkt war es in der Medizin üblich, eine eher konservierende Behandlung vorzunehmen. Nicht selten wurde seinerzeit die entsprechende Gliedmaße noch amputiert.
Als Arzt, Sanitätsrat und Kommunalpolitiker wirkte Krismann in Salzkotten.
Die Stadt Salzkotten verlieh ihm 1927 anlässlich des 50. Jahrestages seiner Promotion aufgrund seiner Leistung in der Medizin, aber insbesondere für sein soziales Engagement für sozial benachteiligte Mitbürger das Ehrenbürgerrecht.

## Werke (Auswahl)
- Beitrag zu der Partiellen Resektion des Ellnbogen und des Fussgelenks. Carl Sell, Greifswald 1877 (zugl. Dissertation, Universität Greifswald 1877).